# Strażnica WOP Brzozowice
Strażnica WOP Brzozowice – podstawowy pododdział graniczny Wojsk Ochrony Pogranicza.

## Formowanie i zmiany organizacyjne
W związku z wymogami sytuacji granicznej pod koniec lat 40. XX w. utworzono 241a strażnicę WOP Brzozowice. W 1951 strażnica weszła w skład 53 batalionu WOP.
Od 15 marca 1954 wprowadzono nową numerację strażnic, a strażnica WOP Brzozowice otrzymała nr 250. 
W 1956 była nr 14. W 1960, po kolejnej zmianie numeracji, strażnica posiadała numer 13 i zakwalifikowana była do kategorii IV w 5 Sudeckiej Brygadzie WOP . W 1964 strażnica WOP nr 12 Brzozowice uzyskała status strażnicy lądowej i zaliczona została do III kategorii.
Rozkazem organizacyjnym dowódcy WOP nr 088 z 9.07.1964 rozformowano strażnicę WOP III kategorii Brzozowice o stanach 48 wojskowych.

## Dowódcy strażnicy
- chor. Józef Rudzik (?-1952)
- ppor. Jan Stefaniak (1952-?)